# Brassaï
Brassaï (właśc. Gyula Halász (ur. 9 września 1899 w Braszowie, zm. 8 lipca 1984 w Nicei) – węgierski fotograf, pisarz, rysownik, reżyser i rzeźbiarz tworzący we Francji.
Uczył się Budapeszcie i Berlinie. Od 1924 mieszkał we Francji, gdzie pisał do gazet Minotaure i Verve. Przyjaciel Picassa, Salvadora Dalego, Georges'a Braque’a, Henry’ego Millera.
Pseudonim „Brassai” przyjął od nazwy swojego rodzinnego miasta, w 1925 roku. Jego ojciec, również Gyula, był od 1896 r. przez 40 lat nauczycielem języka i literatury francuskiej w braszowskich szkołach średnich. W wieku pięciu lat, Brassai „dokonał odkrycia” Paryża, gdy jego ojciec wziął roczny urlop naukowy. Brassai zaczął wtedy dostrzegać świat całkiem inaczej. Zainspirowany obserwacją Paryża, młody Halász nie mógł spodziewać się, iż takie obrazy będą go kiedyś inspirować i dzielić się będzie swoją osobistą wizją świata poprzez malowanie, pisanie, a później fotografię. W 1917 roku rozpoczął naukę w Akademii Sztuk Pięknych w Budapeszcie.
Jego marzenie, aby odwiedzić i być może zamieszkać w Paryżu, nagle zostało zniszczone poprzez wybuch I wojny światowej. Służąc w armii austro-węgierskiej, został przeniesiony do Berlina, a po 1918 r. obywatele niegdyś wrogich krajów nie mogli przebywać na terytorium Francji. Podczas pobytu w Berlinie rozpoczął studia na Akademische Hochschule, Akademii Sztuk Pięknych w Berlinie-Charlottenburgu, a także pracował w bezpłatnych szkołach. Nauka sztuk, takich jak malarstwo, teatr, literatura i muzyka pochłaniała Brassai. To właśnie tam poznał innych artystów, takich jak Moholy-Nagy, Kandinsky, Kokoschka, Jean Pougny i Larionov. Dopiero w roku 1924 jego marzenie, by żyć i pracować w Paryżu, zostało zrealizowane.
Pierwszą pracę, jaką podjął Brassai w Paryżu, było dziennikarstwo. Mimo że zarabiał na życie jako dziennikarz, kontynuował swoje inne talenty artystyczne, takie jak malarstwo, rzeźba i rysunek. Fotografia weszła w życie Brassai, kiedy gazeta, dla której pracował – Minotaure, poprosiła go, aby sfotografował niektórych artystów w pracowniach. Podczas pracy z gazetą Minotaure Brassai spotkał surrealistów, takich jak Salvador Dali i Paul Eluard. Ponadto, jego praca dla przeglądu sztuki zawierała fotografie aktów i popiersia, które przypominały mu rysowanie, malowanie i rzeźbienie. Brassai również miał przyjemność poznania i zaprzyjaźnienia się z Pablem Picassem podczas jego pobytu w Paryżu.
Od teraz Brassai i jego prace stawały się tak dobrze znane i cenione. Był poszukiwany przez prawie wszystkich. „Baazar” Harpera zaproponował mu sfotografowanie Carmel Snow i Alexeya Brodovitcha wraz z Bonnard, Braque'a, Giacomettiego i Le Corbusiera. Został również wysłany do Grecji, Turcji, Maroka, na Arktykę, Sycylię, do Brazylii, Stanów Zjednoczonych, Anglii i Irlandii. Fotografował graffiti i Paryż w nocy. Poprzez fotografię ukazał nie tylko piękno ludzi i sztucznej materii, ale śmiało można stwierdzić, iż posiadł tajemnicę światła i nocy.
Światło i noc. Brassai był w stanie uchwycić istotę tego, co zobaczył w tak wyjątkowy sposób, że wszyscy inni, którzy widzą swoje obrazy, nie są w stanie dostrzec tego samego tak co on. Zainspirowany Andre Kerteszem, który zrobił fotografie Sekwany w nocy przy użyciu pół godzinnej ekspozycji, Brassai kupił aparat Voigtlander 6,5 x 9cm z obiektywem Heliar f/4.5. Jego głównym problemem technicznym przy obrazowaniu nocy było światło wydzielane przez lampy uliczne. Nocne światła przekształcały fotografie, w taki sposób, że Brassai od razu je odrzucał, twierdząc, że nie odzwierciedlają jego wizji. Nauczył się używać ścian, drzew i mostów, aby zamaskować uliczne, przekształcenia bezpośrednio do oświetlenia pośredniego w miarę możliwości. Fotografowanie we mgle, w deszczową pogodę, okazały się najlepsze, zapewniając atmosferę. Zjawiska te absorbują lub odbijają światło i powodują złagodzenie nadmiernych kontrastów. Brassai odważnie zapuszczał się najbardziej bezludne obszary ulic. Zdezorientowani policjanci zastanawiali się, czy aby nie próbuje popełnić jakiegoś przestępstwa, ponieważ nigdy wcześniej nie widzieli aby ktoś robił zdjęcia w nocy bez żadnego racjonalnego powodu. Jego nocny Paryż lat trzydziestych na zawsze wszedł do historii fotografii, a sam Brassai stał się inspiracją dla przyszłych pokoleń. Dużo tu mrocznych, deszczowych i zamglonych przestrzeni, parków i kawiarni. Bohaterami są zwykli przechodnie, prostytutki, kloszardzi, klienci barów i uzależnieni od opium. Zdjęcia jego autorstwa stanowią kanon fotografii ulicznej (street photo) i inspirują do dziś. Jego styl, balansujący na pograniczu fotografii dokumentalnej i reportażu, wzbogacony także o pejzaż miejski i portret, jest bardzo charakterystyczny i łatwy do rozpoznania.  Pisał opatrywane własnymi zdjęciami książki poświęcone paryskiej bohemie (m.in. Picassowi). Wykonywał projekty scenografii, do których wykorzystywał powiększone własne fotografie (balet Le Rendez-vous J. Préverta 1947). Jego zdjęcia pomimo upływu lat wciąż maja charakter ponadczasowy i są inspiracją dla wielu artystów. 
W dniu 7 lipca 1984 Brassai zmarł w Nicei. Został pochowany na Cmentarzu Montparnasse.

## Publikacje

### Albumy fotograficzne
- Paris de nuit 1933
- Voluptés de Paris 1935
- Seville en fęte 1954

### Książki
- Paryż nocą
- Rozmowy z Picassem 1964